# Campionati mondiali di canoa/kayak 1982
I 17esimi Campionati mondiali di canoa/kayak si sono svolti a Belgrado (Jugoslavia) nel 1982.

## Medagliere
| Pos. | Paese            | Oro | Argento | Bronzo | Totale |
| ---- | ---------------- | --- | ------- | ------ | ------ |
| 1    | Germania Est     | 6   | 3       | 0      | 9      |
| 2    | Unione Sovietica | 5   | 3       | 3      | 11     |
| 3    | Ungheria         | 2   | 3       | 6      | 11     |
| 4    | Jugoslavia       | 2   | 1       | 0      | 3      |
| 5    | Svezia           | 1   | 1       | 3      | 5      |
| 6    | Romania          | 1   | 1       | 2      | 4      |
| 7    | Francia          | 1   | 0       | 0      | 1      |
| 8    | Nuova Zelanda    | 0   | 2       | 0      | 2      |
| 9    | Norvegia         | 0   | 1       | 1      | 2      |
| 10   | Cecoslovacchia   | 0   | 1       | 0      | 1      |
| 10   | Canada           | 0   | 1       | 0      | 1      |
| 10   | Paesi Bassi      | 0   | 1       | 0      | 1      |
| 13   | Germania Ovest   | 0   | 0       | 2      | 2      |
| 14   | Spagna           | 0   | 0       | 1      | 1      |

## Medaglie Canoa

### C1 500m
| Posizione | Atleta            | Paese            | Tempo |
| --------- | ----------------- | ---------------- | ----- |
|           | Olaf Heukrodt     | Germania Est     |       |
|           | Janos Sarusi Kis  | Ungheria         |       |
|           | Sergei Postrekhin | Unione Sovietica |       |

### C1 1000m
| Posizione | Atleta         | Paese            | Tempo |
| --------- | -------------- | ---------------- | ----- |
|           | Jörg Schmidt   | Germania Est     |       |
|           | Dezso Csepai   | Ungheria         |       |
|           | Vassili Beresa | Unione Sovietica |       |

### C1 10000m
| Posizione | Atleta         | Paese          | Tempo |
| --------- | -------------- | -------------- | ----- |
|           | Tamás Wichmann | Ungheria       |       |
|           | Jiri Vrdlovec  | Cecoslovacchia |       |
|           | Gheorghe Titu  | Romania        |       |

### C2 500m
| Posizione | Atleta                        | Paese            | Tempo |
| --------- | ----------------------------- | ---------------- | ----- |
|           | Matija Ljubek Mirko Nišović   | Jugoslavia       |       |
|           | Yuri Laptikov Sergei Petrenko | Unione Sovietica |       |
|           | László Foltán István Vaskuti  | Ungheria         |       |

### C2 1000m
| Posizione | Atleta                        | Paese      | Tempo |
| --------- | ----------------------------- | ---------- | ----- |
|           | Gyula Hajdu Janos Sarusi Kis  | Ungheria   |       |
|           | Matija Ljubek Mirko Nišović   | Jugoslavia |       |
|           | Ivan Patzaichin Toma Simionov | Romania    |       |

### C2 10000m
| Posizione | Atleta                            | Paese            | Tempo |
| --------- | --------------------------------- | ---------------- | ----- |
|           | Ivan Patzaichin Toma Simionov     | Romania          |       |
|           | Vasisli Beresa Edem Mouradossilov | Unione Sovietica |       |
|           | Tamás Buday László Vaskuti        | Ungheria         |       |

## Medaglie Kayak

### K1 500m
| Posizione | Atleta                | Paese            | Tempo |
| --------- | --------------------- | ---------------- | ----- |
|           | Uladzimir Parfjanovič | Unione Sovietica |       |
|           | Peter Hempel          | Germania Est     |       |
|           | Lars-Erik Moberg      | Svezia           |       |

| Posizione | Atleta           | Paese        | Tempo |
| --------- | ---------------- | ------------ | ----- |
|           | Birgit Fischer   | Germania Est |       |
|           | Agneta Andersson | Svezia       |       |
|           | Éva Rakusz       | Ungheria     |       |

### K1 1000m
| Posizione | Atleta          | Paese         | Tempo |
| --------- | --------------- | ------------- | ----- |
|           | Rüdiger Helm    | Germania Est  |       |
|           | Alan Thompson   | Nuova Zelanda |       |
|           | Eimar Rasmussen | Norvegia      |       |

### K1 10000m
| Posizione | Atleta              | Paese            | Tempo |
| --------- | ------------------- | ---------------- | ----- |
|           | Milan Janić         | Jugoslavia       |       |
|           | Eimar Rasmussen     | Norvegia         |       |
|           | Nikolai Astapkovicg | Unione Sovietica |       |

### K2 500m
| Posizione | Atleta                                 | Paese            | Tempo |
| --------- | -------------------------------------- | ---------------- | ----- |
|           | Uladzimir Parfjanovič Sergei Souperata | Unione Sovietica |       |
|           | Paul MacDonald Alan Thompson           | Nuova Zelanda    |       |
|           | Matthias Seack Oliver Seack            | Germania Ovest   |       |

| Posizione | Atleta                           | Paese        | Tempo |
| --------- | -------------------------------- | ------------ | ----- |
|           | Bettina Streussel Birgit Fischer | Germania Est |       |
|           | Erika Géczi Katalin Povazsan     | Ungheria     |       |
|           | Agneta Andersson Karin Olsson    | Svezia       |       |

### K2 1000m
| Posizione | Atleta                                 | Paese            | Tempo |
| --------- | -------------------------------------- | ---------------- | ----- |
|           | Uladzimir Parfjanovič Sergei Souperata | Unione Sovietica |       |
|           | Hugh Fisher Alwyn Morris               | Canada           |       |
|           | Herminio Menendez Luis Ramos-Misione   | Spagna           |       |

### K2 10000m
| Posizione | Atleta                           | Paese       | Tempo |
| --------- | -------------------------------- | ----------- | ----- |
|           | Bernard Bregeon Patrick Lefoulon | Francia     |       |
|           | G. J. Lebink Ron Stevens         | Paesi Bassi |       |
|           | István Szabó István Tóth         | Ungheria    |       |

### K4 500m
| Posizione | Atleta                                                                 | Paese            | Tempo |
| --------- | ---------------------------------------------------------------------- | ---------------- | ----- |
|           | Igor Gajadamaka Sergei Krivocheev Sergei Kolokolov Alexander Vodovatov | Unione Sovietica |       |
|           | Peter Bischof Frank Fischer Rüdiger Helm Harald Marg                   | Germania Est     |       |
|           | Per-Inge Bengtsson Lars-Erik Moberg Jens Nordqvist Thomas Ohlsson      | Svezia           |       |

| Posizione | Atleta                                                         | Paese            | Tempo |
| --------- | -------------------------------------------------------------- | ---------------- | ----- |
|           | Kathrin Giese Roswitha Eberl Birgit Fischer Bettina Streussel  | Germania Est     |       |
|           | Ekaterina Golubeva Nelli Efremova Inna Chipoulina Saba Komkova | Unione Sovietica |       |
|           | Agnes Dragos Erika Géczi Katalin Povazsan Éva Rakusz           | Ungheria         |       |

### K4 1000m
| Posizione | Atleta                                                             | Paese          | Tempo |
| --------- | ------------------------------------------------------------------ | -------------- | ----- |
|           | Bengt Andersson Per-Inge Bengtsson Lars-Erik Moberg Thomas Ohlsson | Svezia         |       |
|           | Rüdiger Helm Peter Hempel Harald Marg Peter Bischof                | Germania Est   |       |
|           | Bernd Hessel Frank Renner Matthias Seack Oliver Seack              | Germania Ovest |       |

### K4 10000m
| Posizione | Atleta                                                                   | Paese            | Tempo |
| --------- | ------------------------------------------------------------------------ | ---------------- | ----- |
|           | Vladimir Romanovski Sergei Tschoukhrai Nikolai Baranov Aleksandr Ermilov | Unione Sovietica |       |
|           | Anghel Coman Petrica Dimofte Ionel Igorov Florin Marinescu               | Romania          |       |
|           | Tibor Helyi Kalman Petricovics Laszlo Rasztotzky Tamas Szelesi           | Ungheria         |       |